# Liste der Kulturdenkmäler in Lierschied
In der Liste der Kulturdenkmäler in Lierschied sind alle Kulturdenkmäler der rheinland-pfälzischen Ortsgemeinde Lierschied aufgeführt. Grundlage ist die Denkmalliste des Landes Rheinland-Pfalz (Stand: 8. Dezember 2023).

## Einzeldenkmäler
| Bezeichnung         | Lage                | Baujahr         | Beschreibung                                                                       | Bild            |
| ------------------- | ------------------- | --------------- | ---------------------------------------------------------------------------------- | --------------- |
| Wohnhaus            | Kirchstraße 12 Lage | 18. Jahrhundert | Fachwerkhaus, teilweise verkleidet, 18. Jahrhundert                                | BW              |
| Evangelische Kirche | Kirchstraße 23 Lage |                 | gotischer Ostturm, dreiachsiger Saal, Fachwerk verputzt, Ende des 18. Jahrhunderts | Fotos hochladen |